# Украинцы в Словакии
Украинцы в Словакии (укр. Українці в Словаччині) — одна из этнических общин на территории Словакии, которая является автохтонным (коренным) населением этой страны в Закарпатском регионе (Прешовщина).
Согласно официальной переписи населения, по состоянию на 2011 год в Словакии зафиксировано более 40 912 украинцев (русинов), компактно проживающих вокруг города Прешова в предгорьях Карпат. В настоящее время регион находится в составе Словакии, но исторически он был тесно связан с украинским Закарпатьем.
Украинцы (русины) в Словакии является частью украинского этноса Закарпатья. В течение столетий как непосредственные соседи, так и они сами называли себя русинами, руснаками, карпаторусами, украинцами. Проживали они компактно в более 270 селах в узкой полосе на южной стороне Карпат длиной около 350 км — от левых притоков Тисы (Закарпатская область Украины) к реке Попрад на западе Прешовского края Словацкой Республики (на севере эта область граничила с Лемковщиной в Польше, где до операции «Висла» тоже компактно проживали лемки-украинцы).
Украинское население в Словакии можно разделить на две группы:
- автохтонов — людей, чьи предки жили на землях современной Словакии задолго до установления Словацкой Республики.
- эмиграционную диаспору — людей, которые переселились в Словакию под влиянием политических, социальных или экономических факторов. Большинство украинцев Словакии относятся к автохтонному населению, живя на северо-востоке страны в Прешовщине.

## История
В недалеком прошлом история неплохо обошлась с русинами-украинцами Прешова. Существование автономной Карпатской Украины в предвоенной Чехословакии создало исторический прецедент, который впоследствии уже невозможно было обойти. После окончания второй мировой войны вновь Украинский национальный совет Прешовского края, представляя интересы населения региона, поставил вопрос о его автономии в пределах Чехословакии. Однако как чешские в Праге, так и словацкие чиновники в Братиславе отказались признавать эти политические требования, хотя и пошли на значительные уступки в культурно-образовательной сфере.
К 1948 году русины-украинцы имели собственную школьную систему, газеты, издательство, театр, молодежную организацию. Из-за распространенности русофилии среди местной интеллигенции в большинстве из перечисленных выше институтов употреблялся русский язык. Однако программа украинизации, введенная новым коммунистическим правительством Чехословакии в начале 1950-х годов, дала толчок развитию украинского литературного языка. Возникла новая организация — Культурное сообщество украинских тружеников (КСУТ), представлявшая интересы русинов-украинцев.

Утверждение коммунистического строя в Чехословакии (1948 г.) повлекло за собой коллективизацию и замену греко-католической церкви православной. Впоследствии, когда правительство Александра Дубчека в конце 1960-х годов начало придавать социализму «человеческое лицо», греко-католическая церковь вновь была легализована. Значительно выросло словацкое влияние на церковь.
Как и везде в Чехословакии, среди русинов-украинцев начинания Дубчека вызвали энтузиазм и общественную активность. Весной 1968 г. возник замысел созыва Украинского национального совета. Украиноязычные газеты пестрели призывами к политической, экономической и культурной автономии. Литературное творчество молодого талантливого поколения русинско-украинской интеллигенции достигла небывалых высот, а патриотический голос Прешовских украиноязычных радиопрограмм беспокоил как Киев, так и Братиславу. Но этому внезапно был положен конец в августе 1968 года, когда полмиллиона советских и союзных войск вторглись в Чехословакию, чтобы подавить «Пражскую весну».
Репрессивные меры, которые были приняты в Чехословакии в течение 1970—1980-х годов, не привели к полной ликвидации русинско-украинских культурных институтов. Отделение Прешовского университета, КСУТ; украинская пресса — все это, однако, находилось под пристальным наблюдением словацкого правительства, вместе с этим росли и усилия, направленные на переход русинов-украинцев в словацкую национальность.
Положительной стороной современного состояния диаспоры является то, что русины-украинцы материально живут значительно лучше, чем когда-либо. В течение последних десятилетий правительство осуществило электрификацию региона; в некогда отсталом и изолированном Прешове появились новые промышленные предприятия, пути. В сельском хозяйстве занято уже менее половины местных украинцев. Большинство из них составляют промышленные рабочие, служащие, специалисты разного профиля.

## Численность и расселение украинцев
По данным последней переписи населения 2011 года, в Словацкой Республике зарегистрировано 40 000 человек украинской и русинской национальности, что составляет 0,7 % от общей численности населения Словакии.
По переписи 2001 года основная масса украинцев проживала в Гуменном — 4,9 тыс. человек (4,3 % населения), Свиднике — 1,8 тыс. (3,9 %), Прешове — 1,6 тыс. (0,8 %), Бардийови — 1,6 тыс. (2,0 %), Кошице — 1,1 тыс. (0,5 %), Старой Любовные — 0,7 тыс. (1,4 %). Большинство тех, кто признал себя русинами, сосредоточена в Гуменном — 7,8 тыс. (6,8 %), Свиднике — 3,4 тыс. (7,7 %), Бардийови — 1,9 тыс. (2,3 %), Старой Любовные — 1,0 тыс. (2,1 %). Абсолютное большинство русинов-украинцев (89,0 %) проживает в северо-восточной части Словакии, известной под названием «Прешовщина», где насчитывается 6 поселков, в которых этнические украинцы составляют более 20 процентов, и 11 поселков, в которых этнические украинцы составляют более 10 процентов. Незначительная группа украинского национального меньшинства проживает в столице Словакии — г. Братислава, на остальной территории — дисперсно.
По оценкам В. Кубийовича в 1930 году на Прешовщине жило не менее 110 тысяч украинцев, в том числе на украинской этнической территории — 87 тысяч человек, вне украинской территории — 23 тысяч человек. Греко-католиков со словацким языком было ок. 80 тысяч человек.
По опросу «Словацкого национального совета» в 1967 г. в 206 селах из всех 250 сел Прешовщины проживало 98 тысяч украинцев.
Мирослав Сополыга, доктор наук, директор Музея украинской культуры г. Свидник, Прешовщина:
В Словакии сейчас проживает многочисленная украинская община, приблизительное количество которой составляет 150-180 тыс. жителей, хотя, правда, статистические данные по последним переписям говорят лишь о 30-40 тыс. граждан этой национальности. Русины-Украинцы заселяют около 300 сел, компактно расположенных на территории Северо-Восточной Словакии вдоль словацко-польской границы, начиная от самых восточных сел: Новоселица, Сбой, Улич-Кривой, Русский Грабовец, граничащих с Украиной, до западного украинского села Остурня под Татрами.

## Украинские (русинские) организации
Наиболее многочисленной и представительной организацией украинцев в Словакии является «Союз русинов-украинцев», численность которой сейчас составляет около 4 тысяч человек. Председатель — Петр Сокол.
Среди других украинских организаций можно выделить:
- Союз скаутов «Пласт» украинско-русинской молодежи в Словакии. Председатель — Лев Довгович.
- Украинский народный любительский хор «Карпаты». Художественный руководитель — Лев Довгович.
- Координационный комитет репатриантов в Словацкой Республике. Председатель — Мария Долинская
- Словацко-украинское общество, председатель Михал Черны
- Украинский музыкально-драматический ансамбль им. Т. Г. Шевченко. Художественный руководитель Василий Грицак.

### СМИ
Союз русинов-украинцев и Союз украинских писателей Словакии имеют свои периодические издания, издаются на украинском языке:
- Газета «Новая жизнь» (выходит с 1951 года), печатный орган Союза русинов-украинцев. Главный редактор — Мирослав Илюк.
- Литературно-художественный и публицистический журнал «Дукля» (издается с 1953 года), печатный орган Союза украинских писателей Словакии.
- Детский журнал «Радуга» (выходит с 1951 года). Главный редактор — Иван Яцканин.

## Образование на украинском (русинском) языках

#### Детские сады
В Словакии существует сеть дошкольного образования на украинском (русинском) языке в местах компактного проживания диаспоры:
- г. Гуменное, при начальной школе, директор Рудольф Демьян; с. Русская Поруба, директор Елена Андрейцо; с. Чабин, директор Любовь Гайдошова; с. Габури, при начальной школе, директор Данная Мурдзикова; с. Красный Брод, директор Эмилия Ряба; г. Меджилаборцах, директор Данная Германова; г. Медзилаборце, директор Ольга Капральова; с. Вирава, при начальной школе, директор Наташа Нергешова; г. Прешов, директор Анна Жиграйова; с. Орябина, директор Анна Суковатая; с. Удол, при начальной школе, директор Мария Томечек

#### Начальные школы
- с. Хмелева, директор Анна Дзубакова; г. Гуменное, интернат с детским садом, директор Рудольф Демьян; с. Русская Поруба, директор Штефан Андрейцо; с. Габури, с детским садом, директор Данная Мурдзикова; с. Вирава, с детским садом, директор Жанета Риттерова; г. Прешов, школа и гимназия им. Т. Г. Шевченко, директор Юрай Муличак; с. Орябина, с детским садом, директор Йозеф Ковалчик; с. Удол, с детским садом, директор Мария Томечек

#### Средние школы
- г. Прешов, школа гимназия им. Т. Г. Шевченко (с начальной школой), директор Игорь Андрейчак

#### Высшие учебные заведения
- Прешовский университет (основан 1 января 1997, ранее — Православная богословская академия (1950), Греко-католическая богословская академия (1880). Институт русистики, украинистики и славистики Философского факультета, Прешов, научно-педагогический директор Любицы Баботова, заведующий кафедрой украинистики Мария Чижмарова.
- Университет Матея Бела в Банска Быстрицы (основан 1 июля 1992 путем слияния двух филиалов Братиславского технического университета и Братиславского университета Коменского), факультет гуманитарных наук, кафедра славянских языков, декан Владимир Варинский[13][14].